# Медаль «За службу у війні з тероризмом» (США)
Меда́ль «За слу́жбу у війні́ з терори́змом» (США) (англ. Global War on Terrorism Service Medal) — військова нагорода США, запроваджена у 2003 році президентом США Джорджем Бушем.
Медаллю нагороджуються військовослужбовці Збройних сил США, які брали безпосередню участь у глобальній війни з тероризмом, починаючи з 11 вересня 2001 року. Для нагородження існують такі критерії: безперервна військова служба протягом щонайменше 30 діб або не менш 60 діб з перервами під час проведення антитерористичних операцій. Медаллю також можуть нагороджуються військовослужбовці, які підпадали під терористичну атаку, були поранені або вбиті поза залежності від кількості відслужених діб.
У 2004 році, міністерство оборони США опублікувало поправку до статусу медалі, надаючи право нагороджувати не лише особовий склад, який брав безпосередньо участь у бойових діях, а й той персонал, що залучався до планування, оперативної, адміністративної, логістичної, технічної підтримки цих операцій.
Подібна нагорода Експедиційна медаль за війну з тероризмом, також була впроваджена тим же указом Президента США. Головна різниця медалей полягає в тому, що експедиційна медаль призначена для нагородження тих учасників глобальної війни з тероризмом, які залучалися поза межами Сполучених Штатів, у той час, як Медаль за службу у війні з тероризмом надається тим, хто діяв на території країни.